# Maria Savitskaya
Maria Savitskaya-Mishina, née le 22 avril 1991 à Toula, est une coureuse cycliste russe spécialiste de la piste.

## Palmarès sur piste

### Championnats du monde
| Édition / Épreuve     | Poursuite par équipes                             |
| Moscou 2009 (juniors) | Argent (avec Lidia Malakhova et Elena Lichmanova) |

### Championnats d'Europe
| Édition / Épreuve       | Poursuite par équipes                                                |
| Pruszków 2008 (espoirs) | Bronze (avec Kondel et Kozonchuk)                                    |
| Anadia 2013 (espoirs)   | Or (avec Kashirina, Chekina et Badykova)                             |
| Apeldoorn 2013          | Bronze (avec Chekina, Romanyuta et Badykova)                         |
| Granges 2015            | Argent (avec Badykova, Balabolina, Chekina, Romanyuta et Goncharova) |

### Championnats nationaux
- Championne de Russie de poursuite par équipes : 2013 (avec Tamara Balabolina, Alexandra Chekina et Alexandra Goncharova)

## Palmarès sur route
- 2008
  -  Médaillée de bronze du championnat d'Europe du contre-la-montre juniors